# Tratado Liévano-Brutus
El Tratado Liévano-Brutus, que formalmente lleva el nombre de Acuerdo sobre Delimitación de Fronteras Marítimas entre la República de Colombia y la República de Haití, fue un acuerdo de límites que se firmó en Puerto Príncipe el 17 de febrero de 1978 entre el ministro de relaciones exteriores de Colombia, Indalecio Liévano Aguirre, y el secretario de estado de asuntos extranjeros y de cultos de Haití, Edner Brutus.
Entre las cláusulas del tratado está la necesidad de cooperación en temas ambientales y la protección de especies migratorias. Este tratado delimita la frontera entre ambos países con una sola recta que va entre los puntos de coordenadas 14°44′10″N 74°30′50″O / 14.73611, -74.51389 y 15°02′00″N 73°27′30″O / 15.03333, -73.45833.